# NEC V20

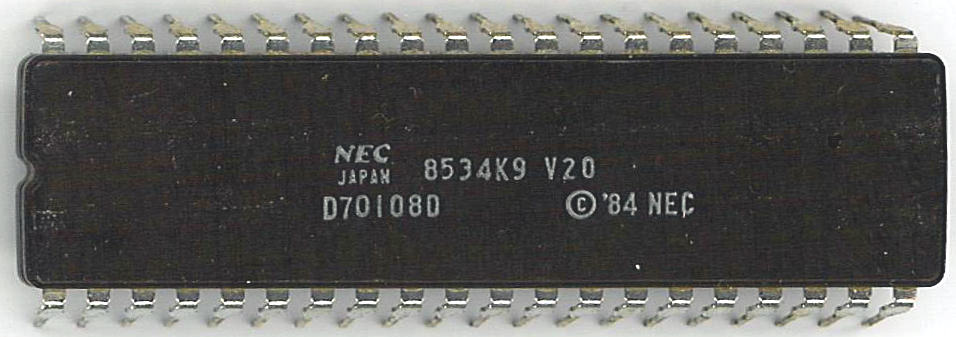

NEC V20(μPD70108) NEC에서 개발한 x86호환 CPU다.
V20은 리버스 엔지니어링으로 제작되었으며 인텔 8088과 핀 호환되며 명령어 셋은 인텔 80186과 호환된다. 약 29,000개의 트랜지스터로 구성되어 있으며 8 ~ 16MHz로 작동된다. 하드웨어 곱셈기와 같이 내부 구조 개선으로 프로그램에 따라 같은 클럭의 8088보다 10~30% 빠르다.
또 V20은 인텔 8080 에뮬레이션 모드가 포함되어 있는데 8086 모드의 BRKEM 명령과 8080 모드의 RETEM과 CALLN 명령으로 에뮬레이션 모드로 전환할 수 있다. 소니에서 라이선스로 생산하기도 했다.
데이터 버스 폭이나 주변기기의 내장에 따라 V25, V30, V33, V40, V50등의 변종으로 나뉘는데 이를 통틀어 V 시리즈라 한다.

## V 시리즈
- V10(μPD70008) : Z80 호환 NMOS CPU인 uPD780의 CMOS 버전으로 법률 문제때문에 정식으로 시판되지 않았다.
- V20(μPD70108) : 8088과 핀 호환, 데이터 버스 8비트, 탠디 1110에 사용
- V20HL(μPD70108H) : V20의 고클럭(16Mhz), 저전력 버전
- V25(μPD70320,μPD70322) : V20에 주변 I/F를 추가한 임베디드용 프로세서, μPD70322은 μPD70320에서 ROM을 제거
- V25+(μPD70325) : V25의 DMA 전송 속도를 개선과 고속화(10MHz)
- V30(μPD70116) : 8086과 핀 호환, 데이터 버스 16비트, 기능은 V20과 동일, Psion 3에 사용
- V30HL(μPD70116H) : V30의 고클럭(16Mhz) 저전력 버전, PC-9801UF, PC-9801UR과 노트북 PC-9801NV, PC-9801NL에 사용
- V30MZ : 임베디드용 IP코어, 휴대용 게임기 원더스완에 사용
- V33(μPD70136) : V30의 어드레스 버스와 데이터 버스를 분리, BRKXA와 RETXA 명령 추가로 16M의 메모리 어드레싱 모드 지원, 마이크로코드의 저작권 해소를 위해 대부분의 명령어를 와이어 로직으로 변경해 V30의 2배성능으로 80286과 처리속도가 동등, 8080 에뮬레이션 모드 제거
- V33A(μPD70136A) : 인터럽트 벡터등 인텔 80X86과의 호환성 개선, PC-98DO+에 사용
- V35(μPD70330) : V30에 주변I/F를 추가한 임베디드용 프로세서
- V35+(μPD70335) : V30의 DMA전송 속도를 개선과 고속화(10MHz)
- μPD9002 : V30모드와 Z80호환 모드를 가지고 있다. PC-88VA에 사용
- V40(μPD70208) : V20에 클럭 제네레이터, DRAM 리프레쉬 컨트롤, μPD71054(i8254호환) 타이머/카운트, μPD71051(i8251호환) 시리얼 UART, μPD71059(i8259호환) 인터럽트 컨트롤 유닛, μPD71071(i8237호환) DMA 컨트롤 유닛을 내장
- V50(μPD70216) : V30에 클럭 제네레이터, DRAM 리프레쉬 컨트롤, μPD71054(i8254호환) 타이머/카운트, μPD71051(i8251호환) 시리얼 UART, μPD71059(i8259호환) 인터럽트 컨트롤 유닛, μPD71071(i8237호환) DMA 컨트롤 유닛을 내장
- V41(μPD70270), V51(μPD70280) : V30HL에 8255 패러랠 포트 인터페이스, 8254 프로그래머블 인터벌 타이머, 8259 PIC, 8237 DMA 컨트롤러, 8042 키보드 컨트롤러, DRAM 컨트롤러 내장, 올리베티의 Quaderno XT-20에 사용
- V53(μPD70236) : V50의 코어를 V33으로 변경
- V53A(μPD70236A) : V53의 코어를 V33A로 변경
- V55PI(μPD70433) : 80186 명령어 세트와 주변기기를 내장
- V60(μPD70616) : 내부 32비트, 외부 16비트, 24비트 어드레스 버스의 32비트 CISC CPU, 이전 CPU와는 달리 NEC 고유의 명령어 세트가 특징이며 V30 에뮬레이트 모드와 FPU를 내장했다. 세가 시스템32와 세가 모델 1에 사용되었다.
- V70(μPD70632) : V60을 내,외부 버스를 32비트로 변경, 세가 시스템 멀티 32와 자레코 메가 시스템 32에 사용되었다.
- V80 : 마지막 CISC CPU, V30 에뮬레이트 모드 제거
- V20, V30용 FPU(uPD71091) : 인텔 8087과는 동작이 달라 별도의 보조회로 필요
- V800 : RISC CPU로 V810/V830/V850 등이 있다. NEC PC-FX와 닌텐도 버추얼 보이에 사용

## 같이 보기
- 비아 테크놀로지스